# Weltmeisterschaften im Modernen Fünfkampf 1996
1996 fanden die Weltmeisterschaften im Modernen Fünfkampf bei den Herren in Rom und bei den Damen in Siena, Italien, statt.

## Herren

### Staffel
| Platz | Land       | Sportler                                          |
| ----- | ---------- | ------------------------------------------------- |
| 1     | Polen      | Maciej Czyżowicz Igor Warabida Dariusz Mejsner    |
| 2     | Frankreich | Frédéric Clerq Sébastien Deleigne Christophe Ruer |
| 3     | Kasachstan | Aleksander Parygin Oleg Rebrow Dmitri Tjurin      |

## Damen

### Einzel
| Platz | Land     | Sportlerin          |
| ----- | -------- | ------------------- |
| 1     | Belarus  | Schanna Schubenok   |
| 2     | Polen    | Dorota Idzi         |
| 3     | Russland | Jelisaweta Suworowa |

### Mannschaft
| Platz | Land        | Sportlerinnen                                     |
| ----- | ----------- | ------------------------------------------------- |
| 1     | Russland    | Jelisaweta Suworowa Jelena Felina Olga Muchortowa |
| 2     | Deutschland | Kim Raisner Thora Meyer-Efland Barbara Oltarjow   |
| 3     | Polen       | Dorota Idzi Iwona Kowalewska Anna Sulima          |

### Staffel
| Platz | Land        | Sportlerinnen                                      |
| ----- | ----------- | -------------------------------------------------- |
| 1     | Polen       | Dorota Idzi Iwona Kowalewska Edyta Małoszyc        |
| 2     | Italien     | Fabiana Fares Federica Focchetti Emanuella Gabella |
| 3     | Deutschland | Kim Raisner Thora Meyer-Efland Barbara Oltarjow    |

## Medaillenspiegel
| Platz | Land        | Goldmedaille | Silbermedaille | Bronzemedaille |
| 1     | Polen       | 2            | 1              | 1              |
| 2     | Russland    | 1            | –              | 1              |
| 3     | Belarus     | 1            | –              | –              |
| 4     | Deutschland | –            | 1              | 1              |
| 5     | Italien     | –            | 1              | –              |
| 5     | Frankreich  | –            | 1              | –              |
| 7     | Kasachstan  | –            | –              | 1              |